# 80 лет Победы в Великой Отечественной войне (алмаз)

Алмаз «80 лет Победы в Великой Отечественной войне»

80 ле́т Побе́ды в Вели́кой Оте́чественной войне́ — уникальный алмаз в 468,30 карата, найденный на Верхнемунском месторождении в 2025 году.

## Описание
Самый крупный в истории России алмаз ювелирного качества. Обладает фантазийным янтарным цветом. Размер кристалла 56×54×22 мм. Алмаз найден в год 80-летия Великой Победы.